# Münchehofe
Münchehofe es un municipio situado en el distrito de Dahme-Bosque del Spree, en el estado federado de Brandeburgo (Alemania), a una altitud de 40 metros. Su población a finales de 2016 era de unos 500 habs. y su densidad poblacional, 7 hab/km².